# Thomas Haden Church
Thomas Haden Church (Woodland, 17 giugno 1960) è un attore statunitense.
Acclamato dalla critica per la sua interpretazione in Sideways - In viaggio con Jack di Alexander Payne, ha poi ottenuto la fama a livello internazionale per aver interpretato Flint Marko/Uomo Sabbia nei film Spider-Man 3 e Spider-Man: No Way Home.

## Biografia
Nasce a Woodland, California con il nome di Thomas Richard McMillen, ma in seguito adotta legalmente il cognome Haden Church. Figlio di genitori divorziati, inizia la sua carriera nel mondo dello spettacolo nel 1979, conducendo come Disc jockey alcuni programmi di una radio locale, la KBFM. Dalla radio passa alla televisione, apparendo in alcune serie di successo statunitensi. Nel 1997 si trasferisce a Los Angeles, in cerca di qualche scrittura cinematografica.
Il suo primo ruolo rilevante è nel film In fuga col malloppo del 1998, diretto da Yves Simoneau. Recita la parte di Lyle Van de Groot nel film George re della giungla...? ricoprendo poi il ruolo anche nel sequel George re della giungla 2. Nel 2005 ottiene la nomination agli Oscar nella categoria Migliore attore non protagonista per la sua interpretazione in Sideways - In viaggio con Jack di Alexander Payne. Ha preso parte, nel corso della sua carriera, a diversi film quali Il paradiso per davvero, Immagina che, Spanglish - Quando in famiglia sono in troppi a parlare, La mia vita è uno zoo e Idiocracy. Diventa uno dei protagonisti, nel 2006 della miniserie televisiva Broken Trail - Un viaggio pericoloso.
Nel 2007 interpreta il supercriminale Uomo Sabbia nel film Spider-Man 3, diretto da Sam Raimi; a 14 anni di distanza, nel 2021, riprende nuovamente il medesimo ruolo nel film del Marvel Cinematic Universe Spider-Man: No Way Home, diretto da Jon Watts (seppur fornendo solo la voce al personaggio senza interpretarlo fisicamente). A partire dal 2016 diventa uno dei protagonisti della serie televisiva HBO Divorce nel ruolo di Robert Dufresne. Nel 2019 ha ottenuto il ruolo del violento vigilante Lobster Johnson nel film reboot Hellboy, diretto da Neil Marshall.

## Filmografia

### Cinema
- Gypsy Angels, regia di Alan Smithee (1980) – non accreditato
- Tombstone, regia di George Pan Cosmatos (1993)
- Il cavaliere del male (Demon Knight), regia di Gilbert Adler e Ernest Dickerson (1995)
- George re della giungla...? (George of the Jungle), regia di Sam Weisman (1997)
- Complice la notte (One Night Stand), regia di Mike Figgis (1997)
- Delitto imperfetto (Susan's Plan), regia di John Landis (1998)
- In fuga col malloppo (Free Money), regia di Yves Simoneau (1998)
- Goosed, regia di Aleta Chappelle (1999)
- The Specials, regia di Craig Mazin (2000)
- La rapina (3000 Miles to Graceland), regia di Demian Lichtenstein (2000)
- Monkeybone, regia di Henry Selick (2001) – non accreditato
- Stella solitaria (Lone Star State of Mind), regia di David Semel (2002)
- The Badge - Inchiesta scandalo (The Badge), regia di Robby Henson (2002)
- Rolling Kansas, regia di Thomas Haden Church (2003)
- George re della giungla 2 (George of the Jungle 2), regia di David Grossman (2003)
- Serial Killing 4 Dummys, regia di Trace Slobotkin (2004)
- Sideways - In viaggio con Jack (Sideways), regia di Alexander Payne (2005)
- Spanglish - Quando in famiglia sono in troppi a parlare (Spanglish), regia di James L. Brooks (2005)
- Idiocracy, regia di Mike Judge (2006)
- Spider-Man 3, regia di Sam Raimi (2007)
- Smart People, regia di Noam Murro (2008)
- Immagina che (Imagine That), regia di Karey Kirkpatrick (2009)
- A proposito di Steve (All About Steve), regia di Phil Traill (2009)
- Don McKay - Il momento della verità (Don McKay), regia di Jake Goldberger (2009)
- Easy Girl (Easy A), regia di Will Gluck (2010)
- Killer Joe, regia di William Friedkin (2011)
- Another Happy Day, regia di Sam Levinson (2011)
- La mia vita è uno zoo (We Bought a Zoo), regia di Cameron Crowe (2011)
- John Carter, regia di Andrew Stanton (2012)
- Whitewash, regia di Emanuel Hoss-Desmarais (2013)
- Lucky Them, regia di Megan Griffiths (2013)
- Il paradiso per davvero (Heaven Is for Real), regia di Randall Wallace (2014)
- Max, regia di Boaz Yakin (2015)
- Daddy's Home, regia di Sean Anders e John Morris (2015)
- Cardboard Boxer, regia di Knate Lee (2016)
- Dolce vendetta (Crash Pad), regia di Kevin Tent (2017)
- Hellboy, regia di Neil Marshall (2019)
- In viaggio verso un sogno - The Peanut Butter Falcon (The Peanut Butter Falcon), regia di Tyler Nilson e Michael Schwartz (2019)
- Spider-Man: No Way Home, regia di Jon Watts (2021) – voce e filmati d'archivio
- Horizon: An American Saga, regia di Kevin Costner (2024)
- Wake Up Dead Man: Knives Out (Wake Up Dead Man: A Knives Out Mystery), regia di Rian Johnson (2025)

### Televisione
- Protect and Surf, regia di Larry Shaw – film TV (1989)
- I quattro della scuola di polizia (21 Jump Street) – serie TV, episodio 4x03 (1989)
- Cin cin – serie TV, episodio 8x07 (1989)
- China Beach – serie TV, episodio 3x08 (1989)
- Booker – serie TV, episodi 1x9 e 1x10 (1989)
- Wings – serie TV, 123 episodi (1990-1995)
- Flying Blind – serie TV, episodi 1x01-1x08 (1992)
- Fugitive Nights: Danger in the Desert, regia di Gary Nelson – film TV (1993)
- Partners – serie TV, episodio 1x09 (1995)
- Ned and Stacey – serie TV, 46 episodi (1995-2017)
- Mr. Murder, regia di Dick Lowry – film TV (1998)
- Going to California – serie TV, episodio 1x06 (2001)
- Miss Match – serie TV, episodio 1x18 (2003) - non accreditato
- Lucky - serie TV, episodi 1x08 (2003)
- Broken Trail - Un viaggio pericoloso (Broken Trail), regia di Walter Hill – miniserie TV (2006)
- Zombie Roadkill – serie TV, 6 episodi (2010)
- Divorce – serie TV, 24 episodi (2016-2019)
- Twisted Metal – serie TV, 10 episodi (2023)
- Tires – serie TV, 9 episodi (2025)

## Doppiaggio
- Ys: Book 1&2 - videogioco (1990)
- Gary & Mike (2001)
- What a Cartoon! (2001)
- Teen Titans (2004)
- Spartaco in La gang del bosco
- Brooks in La tela di Carlotta
- Spider-Man 3 - videogioco
- Laser in Alieni in soffitta
- Regular Show (2012)
- Uomo Sabbia in Spider-Man: No Way Home

## Doppiatori italiani
Nelle versioni in italiano delle opere in cui ha recitato, Thomas Haden Church è stato doppiato da:
- Paolo Buglioni in Monkeybone, La mia vita è uno zoo, Il paradiso per davvero
- Sandro Acerbo in Tombstone, Spanglish - Quando in famiglia sono troppi a parlare
- Pino Insegno in Spider-Man 3, Max, Spider-Man: No Way Home
- Antonio Sanna in George re della giungla...?, George re della giungla 2
- Massimo Lodolo in Broken Trail - Un viaggio pericoloso, Twisted Metal
- Fabrizio Pucci in In fuga col malloppo, Divorce
- Francesco Pannofino in Immagina che, Easy Girl
- Pasquale Anselmo in In viaggio verso un sogno - The Peanut Butter Falcon
- Teo Bellia in Don McKay - Il momento della verità
- Marco Bolognesi in Il cavaliere del male
- Claudio Sorrentino in A proposito di Steve
- Sergio Di Stefano in Complice la notte
- Pierluigi Astore in Delitto imperfetto
- Fabrizio Temperini in Serial Killing 4 Dummys
- Luca Ward in Sideways - In viaggio con Jack
- Luigi Ferraro in Idiocracy
- Saverio Indrio in La rapina
- Massimo Corvo in Killer Joe
- Mimmo Strati in Another Happy Day
- Renzo Stacchi in John Carter
- Roberto Draghetti in Daddy's Home
- Dario Oppido in Dolce vendetta
- Stefano De Sando in Hellboy
- Maurizio Mattioli in Wings

Da doppiatore è sostituito da:
- Maurizio Mattioli in La gang del bosco
- Fabrizio Vidale in La tela di Carlotta
- Marco Balzarotti in Spider-Man 3 (videogioco)
- Gerolamo Alchieri in Alieni in soffitta

## Riconoscimenti
Premi Oscar 2005 – Candidatura all'Oscar al miglior attore non protagonista per Sideways - In viaggio con Jack